# Michèle Watrin
Michèle Watrin (* 22. Januar 1950 in Algrange; † 2. August 1974 in der Nähe von Valence) war eine französische Schauspielerin.
Sie erlebte nur eine kurze Karriere: Neben Jean Richard trat sie als Janine Armenieu im Fernsehfilm Maigret et la jeune morte (1973) aus der Filmreihe Maigret auf. In der Serie La mer est grande (1973) spielte sie Virginie, die Verlobte des Marineoffiziers Hervé Lanoé (Yves-Marie Maurin), um dessen Karriere sich die Serie dreht.
Ihre erste und letzte Filmrolle hatte die Geliebte von Robert Hossein an seiner Seite in Der Abbé und die Liebe (1973). Sie spielt die Cousine der Heldin Françoise (Claude Jade), die den Priester (Robert Hossein) herbeiruft, als Françoise mit dem Fahrrad gestürzt ist und später bemerkt, dass die beiden eine Affaire haben. Michèle Wartin spielte ebenfalls kleinere Theaterrollen in Inszenierungen von Robert Hossein an der Maison de la Culture André Malraux in Reims.
Am 1. Februar 1974 spielte sie eine Schwester in Pour qui sonne le glas nach dem Roman Wem die Stunde schlägt von Ernest Hemingway und am 26. April 1974 Eleonor Hilliard in La Maison des otages nach dem Theaterstück The Desperate Hours von Joseph Hayes.
Michèle Watrin starb am 2. August 1974 bei einem Autounfall auf der Autoroute A7 in der Nähe von Valence im Beisein ihres Partners Robert Hosseins.